# Северен Егей
Северен Егей е административна област в Гърция, която обхваща група острови в северната част на Егейско море с обща площ 3836 km². Разделена е на три нома: Лесбос, Самос и Хиос.
Столица на областта е град Митилини, разположен на остров Лесбос. Населението, според преброяване от 2005 г. е 208 151 души.

## Деми
След административната реформа от 2011 година областта включва 9 дема:
- Айос Ефстратиос
- Икария
- Инусес
- Лемнос
- Лесбос
- Псара
- Самос
- Фурни Икариас
- Хиос